# Koichi Wakata
Koichi Wakata (japanska: 若田 光一?, Wakata Kōichi), född 1 augusti 1963,  är en japansk ingenjör och astronaut som arbetar för Axiom Space. Han lämnade JAXA 2024. Wakata har deltagit i fyra NASA Space Shuttle-uppdrag, ett ryskt Sojuz-uppdrag och en långvarig vistelse på den internationella rymdstationen. Under sin nästan två decennier långa karriär inom rymdfart har han tillbringat mer än femhundra dagar i rymden. Under Expedition 39 blev han den första japanska befälhavaren på den internationella rymdstationen. Wakata flög på Sojuz TMA-11M/Expedition 38/Expedition 39 mellan 7 november 2013 och 13 maj 2014. Under detta rymduppdrag hade han med sig Kirobo, den första humanoida robotastronauten. Från och med 2023 är han den längst tjänstgörande aktiva astronauten i världen.

## Karriär
Wakata föddes i Ōmiya i Saitama prefektur i  Japan. Han tog en kandidatexamen i flygteknik 1987, en magisterexamen i tillämpad mekanik 1989 och en doktorsexamen i flygteknik 2004 från Kyushus universitet. Wakata arbetade senare som konstruktionsingenjör för Japan Airlines.

## JAXA-karriär
Wakata valdes till astronautkandidat av National Space Development Agency of Japan (NASDA; nu JAXA) 1992 och utbildades vid NASA:s Johnson Space Center. Wakata har haft flera uppdrag, och under STS-85 agerade han som NASDA:s biträdande direktör för nyttolastoperationer för Manipulator Flight Demonstration, ett robotarmsexperiment för den japanska experimentmodulen på den internationella rymdstationen (ISS). I december 2000 blev han vald till NASA-instruktör för robotik. I juli 2006 tjänstgjorde Wakata som befälhavare för det tionde NASA Extreme Environment Mission Operations-uppdraget (NEEMO). En undervattens expedition som varade under sju dagar vid National Oceanic and Atmospheric Administrations Aquarius-laboratoriet vid Florida Keys. I augusti 2006 påbörjade Wakata en flygingenjörsutbildning för ryska Sojuz-rymdfarkoster som en förberedelse för en planerad långvarig vistelse på ISS.

## Rymdfärdserfarenheter
Wakata sköts upp med Sojuz TMA-11M till den internationella rymdstationen ISS i november 2013. Under Expedition 38 och Expedition 39 arbetade Kirobo – som hade uppdraget att fungera som följeslagarerobot åt astronauten – nära Wakata och genomförde experiment av olika slag. Ett av experimenten var den första människa-robot-konversationen någonsin i rymden. Wakata blev befälhavare för stationen under Expedition 39 i mars 2014. Detta var första gången en japansk astronaut blev ISS-befälhavare, och bara tredje gången en astronaut med varken ryskt eller amerikanskt medborgarskap tjänstgjorde som befälhavare. Wakata återvände till jorden den 13 maj 2014.

### STS-72
På STS-72 blev Wakata den första japanska uppdragsspecialisten. STS-72 hämtade Space Flyer Unit (uppskjutet från Japan tio månader tidigare), sköt upp och hämtade OAST-Flyer och utvärderade tekniker som skulle arbeta vid monteringen av den internationella rymdstationen.
Under STS-72 blev Wakata och astronautkollegan Dan Barry de första att spela spelet Go i rymden. Wakata och Barry använde ett speciellt Go-set, som fick namnet Go Space, designat av Wai-Cheung Willson Chow.

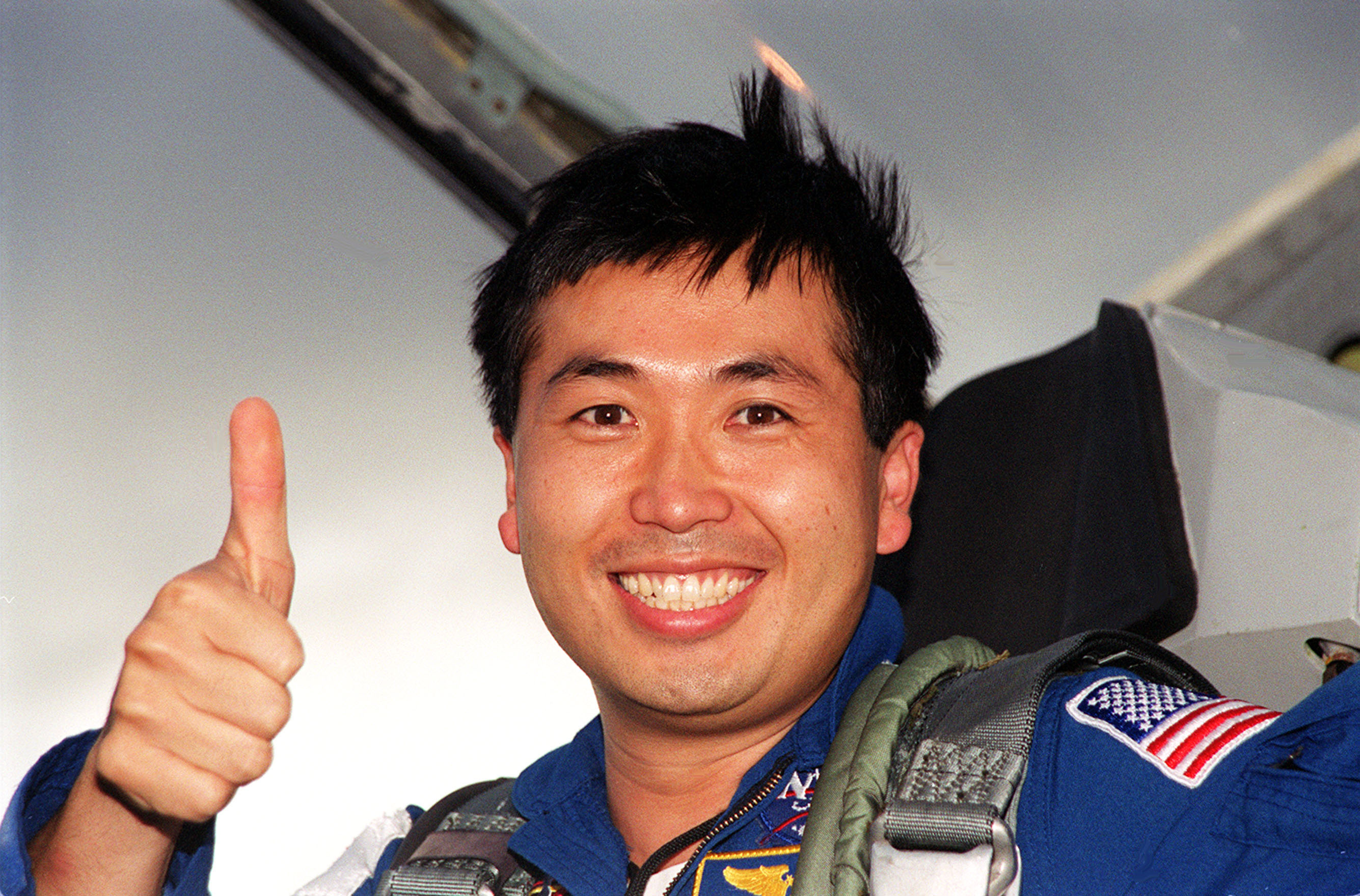
Wakata gör tummen upp när han anländer till Kennedy Space Center för uppskjutningen av STS-92-uppdraget.

### STS-92
Wakata blev den första japanska astronauten att arbeta med monteringen av den internationella rymdstationen under STS-92. Besättningen fäste Z1-trussen och Pressurized Mating Adapter (PMA3) till stationen med Discoverys robotarm. STS-92 förberedde stationen för sin första bosatta besättning.

### Expedition 18/19/20
I februari 2007 tilldelades Wakata rollen som flygingenjör till ISS Expedition 18, planerad att börja vintern 2008. Han sköts upp med besättningen på STS-119 och var den första besättningsmedlemmen från Japanska rymdstyrelsen (JAXA). Han tjänstgjorde som flygingenjör 2 på Expedition 18, Expedition 19 och Expedition 20, innan han återvände hem som uppdragsspecialist på STS-127.
Wakata var den första japanska astronauten som deltog i ett långvarigt uppdrag på stationen. Wakata är även den första personen som tjänstgjort i fem olika besättningar utan att återvända till jorden: STS-119, Expedition 18, Expedition 19, Expedition 20 och STS-127.
Under sin tid på stationen deltog han i experiment som föreslagits av allmänheten, inklusive att flyga på en "flygande matta", vika tvätt och göra armhävningar.
I ett ytterligare experiment på stationen bar han samma kalsonger i en månad utan att tvätta dem. Wakata återvände till jorden i juli 2009 ombord på Endeavour med STS-127-besättningen efter att ha tjänstgjort som flygingenjör på stationen. Amerikanska och kanadensiska astronauter ombord på STS-127 levererade och installerade de två sista komponenterna i den japanska experimentmodulen: Exposed Facility (JEM-EF) och Exposed Section (JEM-ES).

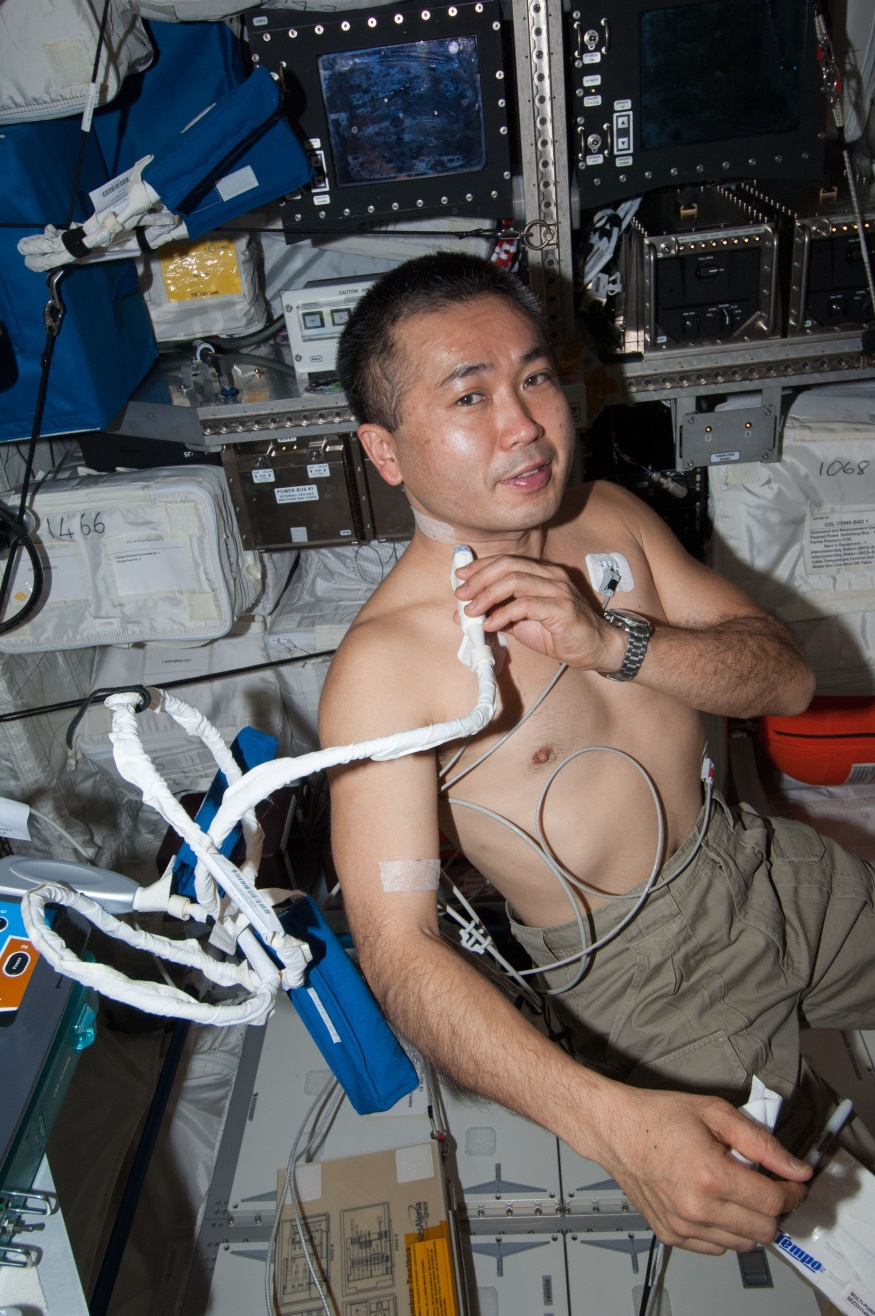
Wakata demonstrerar medicinsk ultraljudsutrustning under Expedition 38.

### Expedition 38/39
Wakata flög först ombord 1996 på STS-72 och återvände sedan till rymden år 2000 på STS-92. Wakata sköts upp till den internationella rymdstationen (ISS) för ett långvarigt uppdrag som en del av Expeditionerna 18, 19 och 20 på STS-119 den 15 mars 2009 och återvände till jorden ombord på Endeavour med STS-127:s besättning fyra och en halv månad senare, den 31 juli 2009. Den 7 november 2013 återvände Wakata till ISS ombord på Sojuz TMA-11M för ett sex månader långt uppdrag som omfattade expeditionerna 38 och 39. Han blev ISS-befälhavare under de sista två månaderna av det uppdraget på Expedition 39.

### SpaceX Crew-5
Wakata utbildade sig som backup för JAXA-astronauten och SpaceX Crew-1-uppdragsspecialisten Soichi Noguchi inför hans långvariga vistelse ombord på ISS som en del av Expedition 64. Kort efter Noguchis uppskjutning i november 2020 meddelade JAXA att Wakata skulle återvända till ISS för ytterligare ett långvarigt uppdrag 2022. Den 21 maj 2021 tillkännagav NASA JAXA-astronauten Koichi Wakata som den fjärde medlemmen i besättningen, i samarbete med JAXA som NASA:s internationella partner. I oktober 2021 omplacerades Wakata till SpaceX Crew-5-flygningen.

### Karriär efter JAXA
Wakata lämnade JAXA i slutet av mars 2024. Den 8 april 2024 tillkännagavs att Wakata hade anslutit sig till Axiom Space som astronaut och teknisk chef för Asien-Stillahavsområdet.

## Eftermäle
Småplaneten 6208 Wakata är uppkallad efter honom.

## Privatliv
Wakata är gift med Stefanie von Sachsen-Altenburg från Bonn, Tyskland, och har en son. Sonen är en flermotorig och instrumentklassad pilot och har loggat över 2100 flygtimmar i en mängd olika flygplan.